# Lantjunkarna i Reigate
Lantjunkarna i Reigate (engelska: The Adventure of the Reigate Squire) är en av Sir Arthur Conan Doyles 56 noveller om detektiven Sherlock Holmes. Novellen publicerades första gången 1893. Lantjunkarna i Reigate ingår i novellsamlingen The Memoirs of Sherlock Holmes.